# Chelidorhynx hypoxantha
A Chelidorhynx hypoxantha a verébalakúak (Passeriformes) rendjébe, ezen belül a Stenostiridae családba tartozó Chelidorhynx nem egyetlen faja. Korábban a legyezőfarkú-félék (Rhipiduridae) családjába, azon belül a Rhipidura nembe sorolták. Kis termetű, 12 centiméter hosszú. A Himalája övezetében (Pakisztán, India, Kína, Nepál, Bhután) valamint  délkelet-Ázsiában (Mianmar, Thaiföld, Vietnám) területén él, az örökzöld nedves erdőket kedveli. Télen a Himalája magashegyi vidékeiről gyakran a déli alacsonyabb részekre költözik. Rovarevő, alapvetően legyeket fogyaszt. Áprilistól júliusig költ.

## Fordítás
- Ez a szócikk részben vagy egészben  a   Yellow-bellied fantail című angol Wikipédia-szócikk fordításán alapul.  Az eredeti cikk szerkesztőit annak laptörténete sorolja fel. Ez a jelzés csupán a megfogalmazás eredetét és a szerzői jogokat jelzi, nem szolgál a cikkben szereplő információk forrásmegjelöléseként.